# Maria Nițu
Maria Larisa Nițu (ur. 21 października 1999) – rumuńska zapaśniczka walcząca w stylu wolnym. 
Dziewiąta na mistrzostwach Europy w 2024. Wygrała igrzyska frankofońskie w 2023. 
Druga na ME U-23 w 2022. Druga na ME juniorów w 2019 i trzecia w 2018. Mistrzyni świata kadetów w 2015 roku.